# Startovací komplex 17 na Cape Canaveral Air Force Station
Startovací komplex 17 (SLC-17) je jedno ze startovací míst na základně Cape Canaveral Air Force Station na ostrově Merritt ve státě Florida.
Byl vybudován v roce 1956 pro zkoušky balistické rakety Thor, ale později z něj startovaly lunární a planetární sondy, solární observatoře a meteorologické družice.
SLC 17 na Cape Canaveral Air Force Station má dvě aktivní startovací rampy pro nosné rakety, 17-A a 17-B. Rampy obsluhuje 45th Space Wing U.S. Air Force a konalo se na nich více než 300 startů pro NASA, ozbrojené síly i komerční sektor. První start na rampě 17-A se uskutečnil 20. srpna 1957 a na rampě 17-B 25. ledna 1957. Začátkem 60. let byly rampy upraveny, aby na nich mohly startovat modernější nosné rakety, které vznikly na základě rakety Thor ( Delta ).
Od začátku roku 1960 do konce roku 1965 startovalo z komplexu 17 třicet pět raket Delta. V té době byl komplex pod správou amerického letectva. V roce 1965 přešla správa komplexu pod NASA, ale v roce 1988 se vrátila zpět kvůli rozběhnutí programu raket Delta II.
Rakety Delta II startovaly z komplexu celou následující dekádu. V roce 1997 byla rampa 17-B předělaná pro nový, silnější nosič Delta III. Raketa Delta III z rampy poprvé odstartovala 23. srpna 2000.
Z komplexu startovaly rakety pro množství důležitých misí NASA: Explorer a Pioneer, všechny sondy programu Orbiting Solar Observatories, Solar Maximum Mission, biologické družice (BIOS), infračervené observatoře (TIROS) a geostacionární družice v rámci programu EPOS.